# MLS Reserve League
La MLS Reserve League  fue una liga de equipos filiales organizada por la Major League Soccer (MLS) donde participaban equipos de los Estados Unidos y Canadá.
Fue inaugurada el 9 de abril de 2005. El primer partido oficial fue una victoria de Chivas USA por 2-0 ante San Jose Earthquakes, pero se disolvió después de la temporada 2008. El torneo regresó en 2011 con 18 equipos divididos en 3 divisiones Conferencia Este, División Central y Conferencia Oeste. Cada equipo tendrá que jugar 10 partidos pero jugando con los equipos de la división o conferencia donde corresponde. 

## Formato del torneo de reservas

### (2005 - 2008)
- Cada equipo jugó 12 partidos (seis de local y seis de visitante).
- Los 2 equipos en un partido tenían que tener 20 jugadores elegibles en cada equipo y hacer 6 substituciones.
- El campeón del torneo de reserva se definía a través de la tabla regular o tabla acumulada.
- Ningún jugador en un partido no podía jugar más de 120 minutos ni en un partido anterior.

### (2011 - 2012)
- Se divide en 3 divisiones (Este, Central y Oeste).
- Cada equipo deberá jugar 10 partidos contra equipos de su respectiva división.
- El campeón se define el que culmine con la mayor cantidad de puntos conseguidos entre las 3 divisiones.
- Ningún jugador en un partido no podía jugar más de 120 minutos.

### (2013 - 2014)
En 2013 la Major League Soccer (MLS) y la United Soccer Leagues (USL) llegaron a un acuerdo para que los equipos filiales compitiesen contra equipos de la USL de manera que incrementasen su competitividad y experiencia.
2014 fue la última temporada de la MLS Reserve League. A partir de 2015, los equipos filiales de los clubes de la MLS pasan a competir en la USL Professional Division.

## Ganadores
| Año  | Campeón                  | Subcampeón                   |
| ---- | ------------------------ | ---------------------------- |
| 2005 | D.C. United Reserves     | MetroStars Reserves          |
| 2006 | Colorado Rapids Reserves | Kansas City Wizards Reserves |
| 2007 | Colorado Rapids Reserves | Chivas USA Reserves          |
| 2008 | Houston Dynamo Reserves  | Kansas City Wizards Reserves |
| 2011 | Columbus Crew Reserves   | Seattle Sounders FC Reserves |
| 2012 | Columbus Crew Reserves   | Montreal Impact Reserves     |
| 2013 | No hubo ganador          | No hubo ganador              |
| 2014 | Chicago Fire Reserves    | Seattle Sounders FC Reserves |

## Títulos por club
| Club                      | Títulos | Subtítulos |
| ------------------------- | ------- | ---------- |
| Colorado Rapids Reserves  | 2       | 0          |
| Columbus Crew Reserves    | 2       | 0          |
| D.C. United Reserves      | 1       | 0          |
| Houston Dynamo Reserves   | 1       | 0          |
| Chicago Fire Reserves     | 1       | 0          |
| Kansas City Reserves      | 0       | 2          |
| Seattle Sounders Reserves | 0       | 2          |
| MetroStars Reserves       | 0       | 1          |
| Chivas USA Reserves       | 0       | 1          |
| Montreal Impact Reserves  | 0       | 1          |